# Ming-Bulak (Batken)
Ming-Bulak (kirgisisch Миң-Булак) ist ein Dorf in Kirgisistan mit 1153 Einwohnern (Stand 2024).
Die Siedlung bekam 2019 den Status eines Dorfes (Ajyl) verliehen. Zuvor besaß die Ortschaft keinen administrativen Status.

## Geographie
Das Dorf liegt im Rajon Batken des Oblus Batken. Es ist der Landgemeinde Ak-Sai untergeordnet. Das Dorf liegt im zentralen Teil des Oblus, am linken Ufer des Flusses Isfara in einer Entfernung von etwa 17 Kilometern (Luftlinie) südwestlich der Stadt Batken, dem Verwaltungszentrum des Oblus und des Rajons. Die Ortschaft befindet sich unweit der Grenze zu Tadschikistan.

## Bevölkerung
Das Dorf hatte mit Stand 2023 1153 Einwohner.